# Thomas Klitgaard
Thomas Klitgaard (* 10. Dezember 1977 in Aalborg, Dänemark) ist ein ehemaliger dänischer Handballspieler. Er ist 1,95 m groß und wiegt 100 kg. 

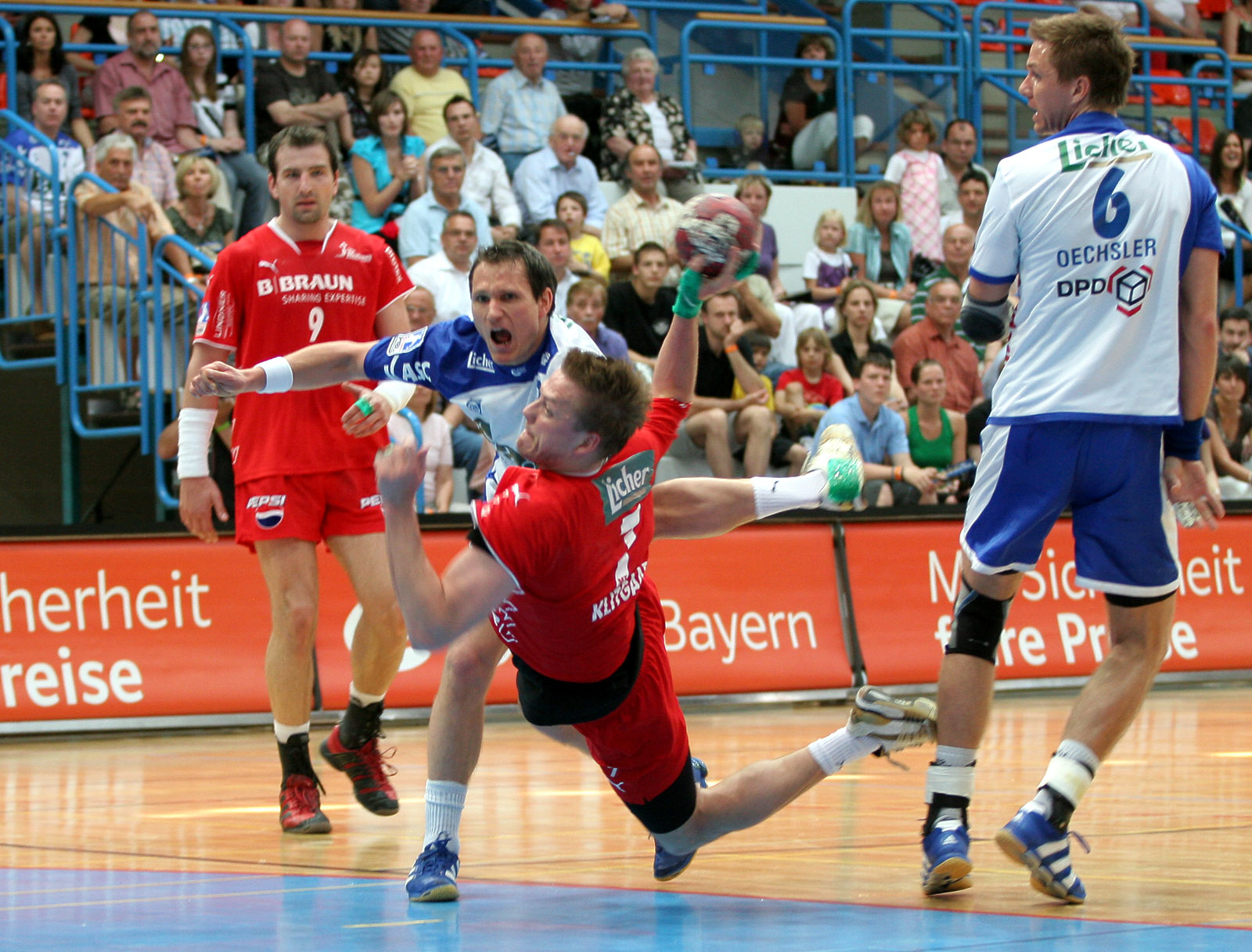
Thomas Klitgaard bei einem Bundesligaspiel

Er wurde meist als Kreisläufer eingesetzt, spielte für den dänischen Verein Skjern Håndbold und lief für die dänische Nationalmannschaft auf.

## Karriere
Thomas Klitgaard begann bei Nøvling IF in der Nähe von Aalborg mit dem Handballspielen. Später wechselte er zu Vadum Aalborg HSH, für den er auch in der ersten dänischen Liga debütierte. 2002 wechselte er zu CBM Gáldar auf die Insel Gran Canaria. Als der spanische Zweitligist 2003 Konkurs anmeldete, kehrte Klitgaard nach Dänemark zurück und schloss sich Skjern Håndbold an. 2005 ging er zurück zu seinem alten Klub aus Aalborg, der sich inzwischen in AaB Håndbold umbenannt hatte. 2007 wechselte er zur MT Melsungen in die deutsche Handball-Bundesliga. 2010 gab Klitgaard bekannt, dass er die Option seines bis 2010 laufenden Vertrages in Melsungen nicht nutzen wird und zurück nach Dänemark zu Skjern Håndbold wechseln wird. Mit Skjern gewann er in der Saison 2013/14 sowie 2015/16 den dänischen Pokal. Nach der Saison 2016/17 beendete er seine Karriere. Seit dem Februar 2020 ist er bei Skjern Håndbold als Co-Trainer tätig.
Klitgaard hat ein Länderspiel für die dänische Nationalmannschaft bestritten.